# Хосе Луис Клерк
Хосе Луис Клерк (на испански: José Luis Clerc) е аржентински тенисист.

## Биография
Хосе Луис Клерк е роден на 16 август 1958 г. в Буенос Айрес, Аржентина

## Кариера
Хосе Луис Клерк достига до 4-то място в световната ранглиста на сингъл от Асоциацията на професионалистите по тенис (ATP) на 3 август 1981 г. след поредица от 25 последователни победи в мачове след Уимбълдън.
Клерк представлява Аржентина за Купа Дейвис от 1976 до 1989 г.
През 1982 г. Клерк достига до полуфинал на Откритото първенство на Франция за втора поредна година, но губи от 17-годишния швед Матс Виландер в четири сета.
Хосе Луис Клерк получава наградата за спортно майсторство на ATP през 1981 г. и аржентинските награди Konex през 1980 г. и 1990 г.